# براد ميلن
براد ميلن (بالإنجليزية: Brad Milne) هو لاعب هوكي الحقل جنوب أفريقي، ولد في 17 مارس 1974.

## وصلات خارجية
- براد ميلن على موقع الاتحاد الدولي للهوكي (الإنجليزية)
- براد ميلن على موقع أوليمبيديا (الإنجليزية)